# Lapeyrouse-Fossat
Lapeyrouse-Fossat (okzitanisch: La Peirosa e Fossat) ist eine französische Gemeinde mit 2.983 Einwohnern (Stand: 1. Januar 2022) im Département Haute-Garonne in der Region Okzitanien. Sie gehört zum Arrondissement Toulouse und zum Kanton Pechbonnieu. Die Einwohner werden Lapeyrousien(ne)s genannt.

## Geographie
Lapeyrouse-Fossat liegt etwa elf Kilometer nordöstlich von Toulouse. I, Nordosten markiert der Girou die Gemeindegrenze. Umgeben wird Lapeyrouse-Fossat von den Nachbargemeinden Bazus im Norden, Castelmaurou im Osten und Süden, Saint-Geniès-Bellevue im Südwesten, Saint-Loup-Cammas im Westen sowie Montberon im Nordwesten.

## Geschichte
Lapeyrouse wurde 1254 erstmals genannt. Der Ort gehörte zur Baronie von Castelmaurou. Im Laufe der Jahrhunderte bis zur Revolution übten verschiedene Familien die Grundherrschaft im Ort aus.
Zum 1. Januar 1836 wurden die Gemeinden Lapeyrouse und Fossat zur heutigen Gemeinde zusammengeschlossen.

### Bevölkerungsentwicklung
| Jahr                       | 1962 | 1968 | 1975 | 1982 | 1990 | 1999 | 2006 | 2012 | 2020 |
| Einwohner                  | 493  | 607  | 894  | 1295 | 1596 | 2056 | 2500 | 2768 | 2919 |
| Quellen: Cassini und INSEE |      |      |      |      |      |      |      |      |      |

## Sehenswürdigkeiten
- Kirche Notre-Dame de l’Assomption, 1516 erbaut, Glockenturm von 1530, im 19. Jahrhundert umgebaut
- Schloss Lapeyrouse-Fossat aus dem 18./19. Jahrhundert
- Wasserturm

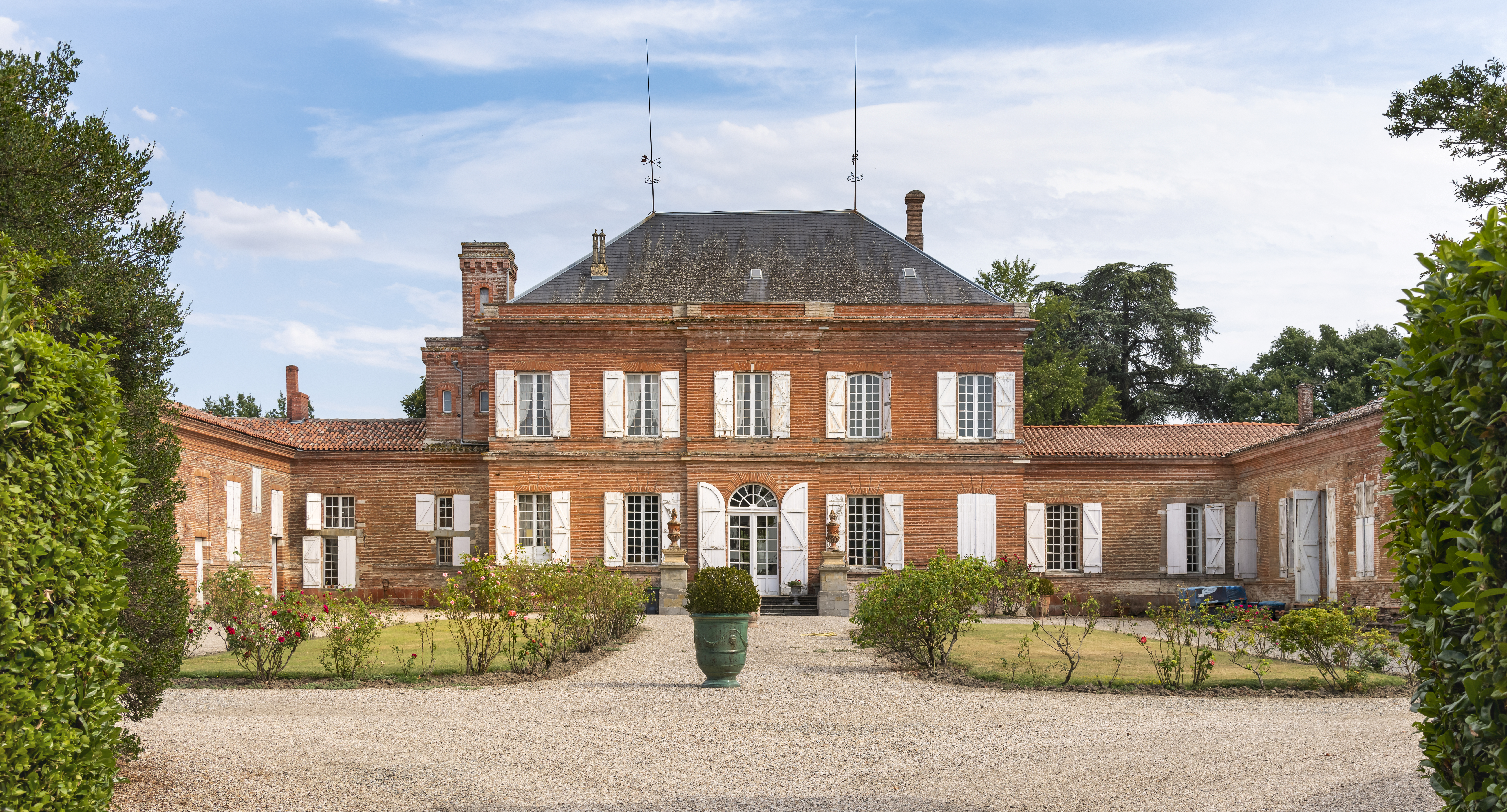
Schloss Lapeyrouse-Fossat
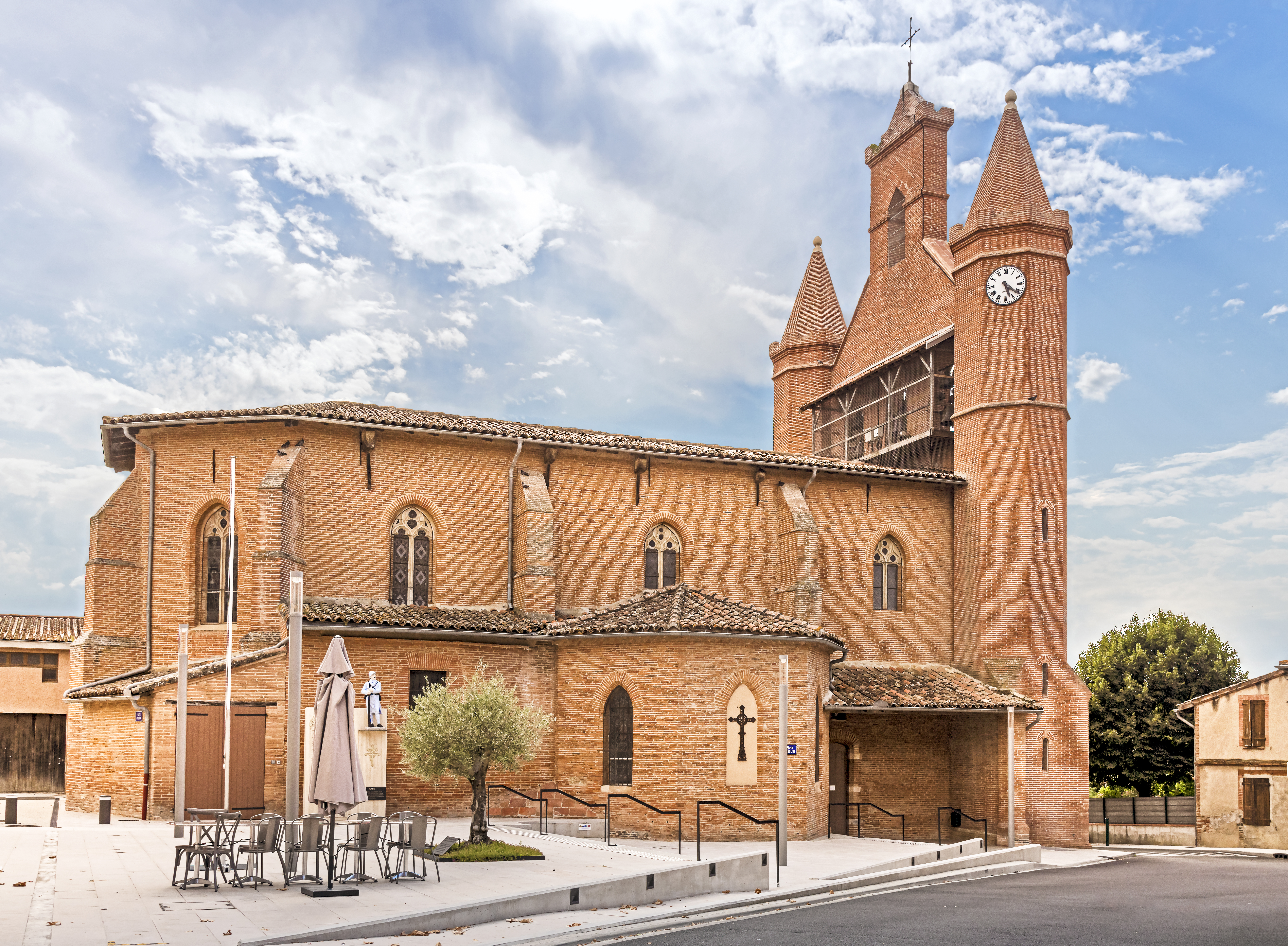
Kirche Notre-Dame de l’Assomption